# Pattinaggio di velocità ai IX Giochi asiatici invernali - Sprint a squadre maschile
La gara dello sprint a squadre maschile si è svolta il 10 febbraio 2025 allo Heilongjiang Winter Sports Training Center di Harbin, in Cina.

## Risultati
| Rank | Pair | Squadra                                                      | Tempo   | Note |
| ---- | ---- | ------------------------------------------------------------ | ------- | ---- |
| 1    | 2    | Cina Gao Tingyu Lian Ziwen Ning Zhongyan                     | 1:19.22 | GR   |
| 2    | 2    | Corea del Sud Kim Jun-ho Cha Min-kyu Cho Sang-hyeok          | 1:20.48 |      |
| 3    | 3    | Giappone Katsuhiro Kuratsubo Wataru Morishige Kazuya Yamada  | 1:20.72 |      |
| 4    | 3    | Kazakistan Nikita Vazhenin Artur Galiyev Altay Zhardembekuly | 1:23.05 |      |
| 5    | 1    | India Chandra Mouli Danda Amitesh Mishra Vishwaraj Jadeja    | 1:41.13 |      |